# Dinamički uzgon
Dinamički uzgon je sila koja djeluje na površinu tijela što se giba u plinu ili tekućini (fluid), a usmjerena je okomito na smjer strujanja. Postavi li se ploča pod kutom (manjim od 90°) prema smjeru strujanja zraka (ili, što je isto, ako se ploča giba nagnuta pod kutom prema svojemu smjeru gibanja kroza zrak), tada zbog nesimetrije silâ, koje djeluju s obiju strana ploče, na ploču djeluje sila kojoj se hvatište ne nalazi u geometrijskom središtu ploče. Giba li se ploča vodoravno, dinamički uzgon tjera ju uvis. Dinamiči uzgon omogućava let zrakoplova, odnosno općenito let tijela gušćih od zraka.
Dinamički uzgon je sila koja nastaje zbog gibanja tijela kroz fluid zbog razlike tlakova na površini tijela uzrokovane oblikom tijela koje se giba. Kada fluid opstrujava tijelo koje se giba kroz njega, na tijelo vrši silu. Dinamički uzgon je komponenta te sile okomita na smjer gibanja tijela u fluidu. Komponenta sile koja je usporedna sa smjerom gibanja tijela kroz fluid zove se otpor. Ako je fluid zrak ili u širem smislu plin ili smjesa plinova, sila se zove aerodinamički uzgon, a ako je fluid voda, more ili neka druga tekućina, silu nazivamo hidrodinamički uzgon.

## Aerodinamički uzgon u zrakoplovstvu
Poprečni presjeci svih površina koje se koriste u zrakoplovstvu (krila, vodoravni i okomiti stabilizator, krakovi propelera, rotori helikoptera) imaju oblik aeroprofila. Zajednička osobina svih aeroprofila je da primijenjeni pri konstruiranju odgovarajućih dijelova zrakoplova daju ovima izvanredno mali otpor, zahvaljujući činjenici da ih strujnice obilaze uz najmanje moguće skretanje.
Ako profil na slici promatramo kao poprečni presjek krila određenog razmaha, jasno je da će on izazvati određene poremećaje u slobodnoj struji zraka. Izdvojimo ovaj poremećeni dio struje i promatrajmo ga izolirano. Vidi se da aeroprofil uzrokuje sužavanje struje zraka.  Za ovo strujanje vrijedi jednadžba (Venturijeva cijev):
{\displaystyle p_{1}-p_{2}={\frac {\rho \cdot v_{1}^{2}}{2}}\cdot \left[\left({\frac {A_{1}}{A_{2}}}\right)^{2}-1\right]}
Budući da je površina A1 veća od površine A2, tlak u točki 2 manji je od tlaka u slobodnoj struji. Razlika u tlakovima između slobodne struje i površine aeroprofila mijenja se od točke do točke. Međutim, konačan je rezultat pojava uzgona na krilu.
S druge strane, ovo izaziva skretanje zračne struje na izlaznoj ivici krila. Maksimalno skretanje struje pojavljuje se znatno iza krila jer zbog sila tromosti (inercije) zrak ne može trenutno promijeniti pravac kretanja. Raspored tlaka po obodu aeroprofila prikazan je na slici.